# Vrei să fii milionar?
Vrei să fii milionar? este un concurs televizat de cultură generală din România care oferă premii mari în bani în schimbul unor răspunsuri corecte la o serie de întrebări cu alegere multiplă și dificultate crescândă. Formatul aparține filialei 2waytraffic a Sony Pictures Television International, dar este de origine britanică, fiind creat de compania Celador. Producătorul emisiunii în România este Zucchero Media. Premiul maxim este de un milion de lei.
Emisiunea a fost difuzată pentru prima oară în perioada 2000-2003 la Prima TV, sub numele Vrei să fii miliardar?, diferența față de versiunea actuală constând în faptul că premiul cel mare era de un miliard de lei vechi. Programul a revenit în 2011 la Kanal D. Ambele versiuni sunt prezentate de Virgil Ianțu.
Primul sezon al emisiunii Vrei să fii milionar? a debutat pe 24 august 2011 și a luat sfârșit pe 23 decembrie 2011. Cel de-al doilea sezon a început pe 1 februarie 2012 și s-a încheiat pe 30 mai 2012. Cel de-al treilea a fost difuzat între 12 septembrie și 29 noiembrie 2012.
Contractul prezentatorului cu Kanal D a luat sfârșit la finalul anului 2012. Acesta a acuzat postul de televiziune că ar fi încercat să tabloidizeze emisiunea. Prima TV a reobținut drepturile de difuzare a formatului în 2014, iar un nou sezon a debutat pe 22 martie 2014, cu același prezentator. Ultima ediție din acest sezon a fost difuzată pe 15 iunie 2014, Virgil Ianțu alegând ulterior să încheie contractul cu Prima TV.
Din toamna lui 2018, emisiunea Vrei să fii milionar? a revenit la Kanal D, având-o ca prezentatoare pe Teo Trandafir. Noul sezon a debutat pe 5 noiembrie 2018. 
Varianta din Republica Moldova a emisiunii, difuzată la Prime TV, a avut același titlu și l-a avut ca prezentator pe Dan Negru. Primul ei sezon a debutat pe 4 decembrie 2011 și s-a încheiat în 25 iulie 2012.

## Reguli

### Desfășurare
Programul se bazează pe o preselecție complexă a concurenților, în fiecare ediție calificându-se 10 concurenți. Aceștia trebuie să treacă printr-o altă rundă preliminară, numită „Întrebarea-Fulger” sau „Răspunsul-Fulger”, în care li se oferă tuturor aceeași întrebare și aceleași patru răspunsuri, pe care trebuie să le aranjeze în ordinea corectă. Concurentul care le ordonează corect și în cel mai scurt timp se așază pe unul din cele două scaune din mijlocul platoului, cunoscut sub numele de „scaunul fierbinte”, unde se află o masă cu două monitoare: unul pentru concurent, iar celălalt pentru prezentator. Dacă niciunul dintre cei 10 concurenți nu reușește să ordoneze corect cele 4 răspunsuri, runda este repetată cu o altă întrebare.
Odată ajuns pe scaun, concurentul trebuie să răspundă la întrebări din ce în ce mai dificile, citite de prezentator. Întrebările sunt cu alegere multiplă: cele 4 răspunsuri posibile sunt marcate cu literele A, B, C și D. Concurentul trebuie să îl aleagă pe cel corect. Nu există o limită de timp; concurentul poate pondera răspunsurile cât crede de cuviință. Prezentatorul îl întreabă de fiecare dată dacă răspunsul pe care îl dă este cel final. Odată ce un răspuns este marcat ca final, nu mai poate fi schimbat. La primele 5 întrebări, această regulă nu se aplică decât dacă se încearcă un răspuns final greșit, fiindcă aceste întrebări sunt, în general, foarte ușoare.
Răspunsurile corecte oferă sume din ce în ce mai mari. Lista completă de premii din varianta curentă (2011–prezent) este următoarea:
1. 100 lei
2. 200 lei
3. 300 lei
4. 500 lei
5. 1 000 lei
6. 1 500 lei
7. 3 000 lei
8. 5 000 lei
9. 7 500 lei
10. 15 000 lei
11. 25 000 lei
12. 50 000 lei
13. 100 000 lei
14. 250 000 lei
15. 1 000 000 lei

După citirea unei întrebări, concurentul poate alege să se retragă cu banii deja câștigați și să nu ofere un răspuns. Dacă răspunde greșit la o întrebare, acesta pierde toți banii câștigați, cu excepția cazurilor în care concurentul a ajuns deja la unul din cele două praguri (de 1 000 și 15 000 lei, sume sub care nu se mai poate ajunge în final). Sumele nu sunt cumulative; un răspuns corect la întrebarea a doua oferă 200 de lei, care nu se adaugă sumei anterioare de 100 de lei.
Jocul se termină atunci când concurentul răspunde greșit la o întrebare, decide să se retragă sau răspunde corect la toate cele 15 întrebări, câștigând premiul cel mare de 1 000 000 de lei.

### Variante ajutătoare
Dacă un concurent este nesigur de răspunsul la o întrebare, el poate folosi o singură dată una sau mai multe variante ajutătoare. Folosirea variantelor ajutătoare nu îl obligă să ofere un răspuns final.
- 50:50 (Fifty-Fifty; cunoscut și ca 50 la 50 în Republica Moldova): Calculatorul elimină la întâmplare două din cele trei răspunsuri greșite.
- Întreabă publicul: Prezentatorul cere spectatorilor să voteze răspunsul pe care îl cred corect folosind keypad-uri. Aceștia au 15 de secunde să facă acest lucru, dar, în difuzările televizate, acest timp este editat la 10 secunde. Rezultatele sunt afișate imediat pe ecran în procente.
- Sună un prieten: Concurentului i se permite să se consulte telefonic cu o rudă sau un prieten în maxim 30 de secunde de la semnalul dat de prezentator.
- Schimbă întrebarea: Întrebarea este schimbată cu una potrivită aceleiași sume. Răspunsul la prima dintre cele două întrebări este dezvăluit. Această variantă ajutătoare a fost introdusă în 2011 la varianta din România și poate fi folosită numai după atingerea pragului de 15 000 de lei.

## „Răspuns final?”
Seria folosește expresia „Răspuns final?”, devenită celebră și contribuind la succesul emisiunii. Întrebarea derivă de la regula conform căreia concurenții trebuie să-și indice clar alegerile înainte ca acestea să fie luate în considerare, fiindcă natura jocului le permite să gândească cu voce tare. Multe parodii ale emisiunii se concentrează pe această expresie.

## Coloană sonoră
Coloana sonoră a emisiunii a fost compusă de Keith și Matthew Strachan și oferă o atmosferă tensionantă. Este prezentă pe aproape tot parcursul emisiunii. Începând cu întrebarea a șaptea, muzica urcă cu un semiton pe măsură ce concurentul evoluează. În Regatul Unit a fost lansat un album al coloanei sonore.
Coloana sonoră a primit numeroase premii de la Societatea Americană a Compozitorilor, Autorior și Editorilor (ASCAP).

## Câștigători notabili
Cea mai mare sumă câștigată la Vrei să fii milionar? în perioada Kanal D este de 250 000 de lei, câștigată de profesorul Tudor Cojocaru, din Răcăciuni, județul Bacău, în episodul difuzat pe 19 aprilie 2012. Ajuns la ultima întrebare, acesta a preferat să se retragă, deși răspunsul lui ar fi fost cel corect.
| 1 000 000 lei (15/15)                                  |               |
| În ce oraș s-a născut celebrul bluesman Alexis Korner? |               |
| • A: Londra                                            | • B: New York |
| • C: Budapesta                                         | • D: Paris    |
| Întrebarea de 1 milion de lei a lui Tudor Cojocaru     |               |

## Vrei să fii miliardar?
Prima versiune românească a emisiunii s-a numit Vrei să fii miliardar? și a fost difuzată la Prima TV, prezentată de Virgil Ianțu și produsă de Creative Vision International. Premiul cel mare era de un miliard de lei vechi (100 000 de lei noi).
Primul sezon a debutat pe 8 septembrie 2000 și a luat sfârșit pe 18 iunie 2001. Cel de-al doilea sezon a început pe 14 septembrie 2001 și s-a încheiat pe 31 decembrie 2001. Cel de-al treilea a fost difuzat între 16 februarie și 31 mai 2002. Cel de-al patrulea sezon a început pe 26 august 2002 și s-a încheiat pe 31 decembrie 2002. Al cincilea și ultimul sezon a debutat pe 4 februarie 2003, ediția finală fiind difuzată pe 1 iulie 2003.
Lista completă de premii a fost următoarea:
1. 1 000 000 lei
2. 2 000 000 lei
3. 3 000 000 lei
4. 4 000 000 lei
5. 5 000 000 lei
6. 10 000 000 lei
7. 15 000 000 lei
8. 20 000 000 lei
9. 25 000 000 lei
10. 30 000 000 lei
11. 60 000 000 lei
12. 125 000 000 lei
13. 250 000 000 lei
14. 500 000 000 lei
15. 1 000 000 000 lei

Primul sezon al variantei bulgărești a emisiunii, Stani bogat (Стани богат), a fost filmat în studioul Prima TV, fiindcă nu exista unul în Bulgaria.

### Câștigătorii marelui premiu
La Vrei să fii miliardar?, premiul de 1 000 000 000 de lei vechi a fost câștigat de două ori:
- Mihai Popa (Craiova) - 15 aprilie 2001[10]
- Tudor Oltin Hurezeanu (București) - 8 aprilie 2002[11]

Notă: Sunt afișate datele la care au fost difuzate episoadele în care s-a câștigat premiul cel mare, nu datele filmării lor.
| 1 000 000 000 lei (15/15)                                                      |                  |
| Sub ce nume a rămas cunoscut eroul național al Spaniei, Rodrigo Díaz de Bivar? |                  |
| • A: El Cano                                                                   | • B: El Greco    |
| • C: El Cid                                                                    | • D: El Salvador |
| Întrebarea de 1 miliard de lei a lui Mihai Popa                                |                  |

## Premii și nominalizări
| An   | Distincție                                                | Rezultat |
| ---- | --------------------------------------------------------- | -------- |
| 2011 | Premiile TVmania: „Cea mai bună emisiune de divertisment” | Câștigat |